# Atletica leggera ai Giochi della IX Olimpiade - Maratona
La competizione della Maratona di atletica leggera ai Giochi della IX Olimpiade si tenne il giorno 5 agosto 1928 allo Stadio Olimpico di Amsterdam.

## Classifica
Nella fase iniziale della corsa i giapponesi fanno l'andatura. È una novità assoluta nella maratona ai Giochi vedere in testa degli atleti asiatici. Verso metà gara rinviene il finlandese Marttelin, seguito dal franco-algerino El Ouafi e dal cileno Plaza. Plaza ed El Ouafi erano arrivati rispettivamente sesto e settimo a Parigi 1924. Qui le cose vanno diversamente. Al 39° chilometro i due si trovano in testa, insieme al giapponese Yamada, che però è stremato. In vista del traguardo El Ouafi produce lo sforzo decisivo e stacca il rivale, mentre per il terzo posto Yamada si fa rimontare e superare da Marttelin.

Boughéra El Ouafi è il primo atleta nordafricano a vincere un oro olimpico.
| Pos.    | Atleta               | Nazione        | Tempo    |
| ------- | -------------------- | -------------- | -------- |
| Oro     | Boughéra El Ouafi    | Francia        | 2h32'57" |
| Argento | Manuel Plaza         | Cile           | 2h33'23" |
| Bronzo  | Martti Marttelin     | Finlandia      | 2h35'02" |
| 4       | Kanematsu Yamada     | Giappone       | 2h35'29" |
| 5       | Joie Ray             | Stati Uniti    | 2h36'04" |
| 6       | Seiichiro Tsuda      | Giappone       | 2h36'20" |
| 7       | Yrjö Korholin-Koski  | Finlandia      | 2h36'40" |
| 8       | Sam Ferris           | Gran Bretagna  | 2h37'41" |
| 9       | Albert Michelsen     | Stati Uniti    | 2h38'56" |
| 10      | Clifford Bricker     | Canada         | 2h39'24" |
| 11      | Harry Wood           | Gran Bretagna  | 2h41'15" |
| 12      | Verner Laaksonen     | Finlandia      | 2h41'35" |
| 13      | Harry Payne          | Gran Bretagna  | 2h42'29" |
| 14      | Eino Rastas          | Finlandia      | 2h43'08" |
| 15      | Väinö Sipilä         | Finlandia      | 2h43'08" |
| 16      | Alois Krof           | Cecoslovacchia | 2h43'18" |
| 17      | John Miles           | Canada         | 2h43'32" |
| 18      | Léon Broers          | Belgio         | 2h44'37" |
| 19      | Hans Stelges         | Germania       | 2h45'27" |
| 20      | Ján Kalous           | Gran Bretagna  | 2h45'30" |
| 21      | Herbert Bignall      | Gran Bretagna  | 2h45'44" |
| 22      | Ernie Harper         | Gran Bretagna  | 2h45'44" |
| 23      | Jean Gérault         | Francia        | 2h46'08" |
| 24      | Ilmari Kuokka        | Finlandia      | 2h46'34" |
| 25      | Gustav Kinn          | Svezia         | 2h47'35" |
| 26      | Silas McLellan       | Canada         | 2h49'33" |
| 27      | Clarence DeMar       | Stati Uniti    | 2h50'42" |
| 28      | Marcel Denis         | Francia        | 2h51'15" |
| 29      | Guillaume Tell       | Francia        | 2h51'18" |
| 30      | Henri Landheer       | Paesi Bassi    | 2h51'59" |
| 31      | Paul Hempel          | Germania       | 2h52'01" |
| 32      | Aurelio Terrazas     | Messico        | 2h52'22" |
| 33      | František Zyka       | Cecoslovacchia | 2h52'42" |
| 34      | Giuseppe Ferrera     | Italia         | 2h53'10" |
| 35      | José Torres          | Messico        | 2h54'00" |
| 36      | Johan Støa           | Norvegia       | 2h54'15" |
| 37      | Georges Verger       | Belgio         | 2h54'48" |
| 38      | Arturs Motmillers    | Lettonia       | 2h56'45" |
| 39      | James Henigan        | Stati Uniti    | 2h56'50" |
| 40      | Matthew Steytler     | Sudafrica      | 2h57'21" |
| 41      | Harvey Frick         | Stati Uniti    | 2h57'24" |
| 42      | Jean Linssen         | Belgio         | 2h58'08" |
| 43      | Frank Hughes         | Canada         | 2h58'12" |
| 44      | William Agee         | Stati Uniti    | 2h58'50" |
| 45      | Percy Wyer           | Canada         | 2h58'52" |
| 46      | Georg Hoerger        | Germania       | 2h59'01" |
| 47      | Kurt Schneider       | Germania       | 2h59'36" |
| 48      | Juichi Nagatani      | Giappone       | 3h03'34" |
| 49      | József Galambos      | Ungheria       | 3h05'58" |
| 50      | Paul Gerhardt        | Germania       | 3h09'30" |
| 51      | Gottlieb Bach        | Danimarca      | 3h10'30" |
| 52      | Emilio Ferrer        | Spagna         | 3h11'05" |
| 53      | Dimitrije Stefanovic | Jugoslavia     | 3h11'35" |
| 54      | Joop Vermeulen       | Paesi Bassi    | 3h13'47" |
| 55      | Pleun van Leenen     | Paesi Bassi    | 3h14'37" |
| 56      | Joseph Marien        | Belgio         | 3h16'13" |
| 57      | Willem van der Steen | Paesi Bassi    | 3h19'53" |
| -       | Romeo Bertini        | Italia         | Ritirato |
| -       | Vilis Cimmermanis    | Lettonia       | Rit.     |
| -       | Attilio Conton       | Italia         | Rit.     |
| -       | Vintila Cristescu    | Romania        | Rit.     |
| -       | Axel Elofs           | Svezia         | Rit.     |
| -       | Bram Groeneweg       | Paesi Bassi    | Rit.     |
| -       | Karl Laas            | Estonia        | Rit.     |
| -       | Aksel Madsen         | Danimarca      | Rit.     |
| -       | Stefano Natale       | Italia         | Rit.     |
| -       | Shizo Kanakuri       | Paesi Bassi    | Rit.     |
| -       | Franz Wanderer       | Germania       | Rit.     |
| -       | Orla Olsen           | Danimarca      | Rit.     |